# Вей (імператриця)
Імператриця Вей (*664 — †21 липня 710) — китайська імператриця часів династії Тан, фактична володарка імперії при імператорі Чжун-цзуні.

## Життєпис

### Молоді роки
Походила з провінційної аристократії. Донька Вей Сюачена, очільника префектури Пу (частина сучасної провінції Сичуань), та панни Куї. Замолоду переїхала до столиці Чан'ань, де вийшла заміж за принца Лі Чже (майбутнього імператора Чжун-цзуна).
Після смерті у 683 році імператора Гао-цзуна новим володарем імперії оголошено було Чжун-цзуна. Фактичну владу перебрала на себе його мати імператриця-удова Ву. Тоді у 684 році Вей домоглася для себе також титулу імператриці й намагалася відсторонити Ву від влади. Втім цьому протистояв канцлер Пей Ян. Намагаючись зберегти владу імператриця Ву організувала заколот, в результаті якого Чжун-цзуна було скинуто з трону. Замість нього новим імператором став принц Ю, отримавши ім'я Жуй-цзун. Родину колишньої імператриці Вей було заслано до префектури Цін (частина сучасної провінції Гуансі), а її саму разом із чоловіком до префектури Фан (сучасна провінція Хубей).
У 690 році імператриця Ву скинула Жуй-цзуна та оголосила себе володаркою імперії, прийнявши ім'я У Цзетянь. Весь час її правління Вей залишалася у засланні. Відновити свої позиції вона змогла лише після отримання Чжун-цзуном влади у 705 році.

### Володарка
З цього моменту вона стала фактичною правителькою імперії при підтримці аристократа У Саші та доньки-принцеси Ан-ло. У 706 році вона звинуватила у зраді й наказала стратити 5 князів (Цзін, Кюї, Хуан, Юань та Чжан), що намагалися позбавити її влади. У 707 році вона придушила спробу заколоту на чолі із представником династії Лі Чонджуном. З цього моменту влада імператриці Вей стала повною.
Як фактична володарка імперії Вей проводила політику замирення із сусідами. Водночас сприяла розбудові буддизму у країні, підтримувала будівництво численних буддійських монастирів. При цьому за її володарювання неймовірно розрослася корупція. Отримана влада не задовольняла імператрицю Вей. Вона вирішила повторити вчинок У Цзетянь, тобто стати єдиною офіційною володаркою. 3 липня 710 року вона наказала отруїти свого чоловіка — імператора Чжун-цзуна. Після цього стала готуватися до оголошення себе новим володарем імперії. Втім 21 липня 710 року несподівано проти неї спалахнуло повстання на чолі з Лі Лунцзи (майбутнім імператором Сюань-цзуном) та принцесою Тайпін. В результаті імператрицю Вей та її доньку принцесу Ан-ло було вбито.

## Родина
Чоловік — Чжун-цзун, імператор
Діти:
- Лі Чунжун (682–701), спадкоємець трону
- Чанлінь (683—д/н), принцеса
- Ан-ло (684–710), принцеса
- Юонтай (685–701), принцеса